# ريكاردو فييرا
ريكاردو فييرا هو فنان معاصر ‏ كوبي، ولد في 1945.